# Parco nazionale del Golestan
Il parco nazionale del Golestan (in farsi پارک ملی گلستان) è un'area naturale protetta che si trova nella provincia omonima nel nord-est dell'Iran in un'area montuosa tra Elburz e Kopet Dag ricca in biodiversità.